# Batalla de Cadfan
La batalla de Cadfan fue un enfrentamiento armado librado entre fuerzas inglesas y galesas, y que consistió en dos choques; uno en Coed Llathen y otro en Cymerau, con sendas victorias galesas. La palabra Cadfan es una combinación de las palabras galesas 'Cad' (batalla) y 'fan' (lugar), con lo que se puede traducir como "campo de batalla".
- Datos: Q3401002